# Anton Schurer
Antonius Schurer (Groningen, 8 maart 1925 - 9 februari 2018) was een Nederlands-Indië-veteraan.
Schurer werd kort na de bevrijding van Nederland opgeroepen als dienstplichtige. Hij trad in augustus 1946 in dienst bij het onderdeel 1e reservebataljon 7 december divisie. Drie maanden later vertrok hij naar Nederlands-Indië waar hij bij aankomst onmiddellijk werd overgeplaatst naar het Oorlogsvrijwilligers Bataljon 7 Regiment Stoottroepen. Hij was voornamelijk werkzaam op Sumatra waar hij ook actief deelnam aan de Politionele Acties. Schurer bleef tot vlak voor het einde van de Nederlandse missie in dienst. Hij keerde terug naar Nederland op 12 januari 1950.
Hij was een van de oprichters van de Vereniging Indië-Militairen Groningen waarvan hij van 1988 tot 2009 bestuurslid was. Tevens was Schurer medeoprichter en bestuurslid van de landelijke Federatie van Indië militairen. Schurer overleed op 9 februari 2018 in Groningen.

## De zaak-Boomsma
Schurer was mede-organisator van een stille demonstratie van Indië-veteranen op 12 januari 1995. Op diezelfde dag diende de zaak-Boomsma voor het Leeuwarder gerechtshof. De schrijver-journalist Graa Boomsma werd beschuldigd van smaad richting de voormalige Indië-militairen, omdat hij hen vergeleek met SS'ers. Schurer zei hierover in dagblad Trouw: "Wij zijn niet opgeleid met een nazi-ideologie, zoals de SS'ers. Wij werden opgeroepen door de Nederlandse regering, met instemming van de meerderheid van het parlement, om orde en rust te herstellen in een land dat gebukt was gegaan onder de Japanse bezetting en waar chaos heerste." Boomsma werd door de rechtbank vrijgesproken van smaad.

## Onderscheidingen
Voor zijn werk als belangenbehartiger ontving Schurer in 1995 de zilveren Eremedaille, verbonden aan de Orde van Oranje-Nassau. In 2004 werd hij benoemd tot lid in diezelfde Orde.